# San Nicola Baronia
San Nicola Baronia község (comune) Olaszország Campania régiójában, Avellino megyében.

## Fekvése
A megye keleti részén fekszik. Határai: Carife, Castel Baronia, Flumeri, San Sossio Baronia és Trevico.

## Története
Első említése a 12. századból származik, de a régészeti leletek tanúsága szerint területét már az ókorban lakták. A következő századokban nemesi birtok volt. A 19. században nyerte el önállóságát, amikor a Nápolyi Királyságban felszámolták a feudalizmust.

## Népessége
A népesség számának alakulása:

## Főbb látnivalói
- Santissima Annunziata-templom